# Robert de Newminster
Robert de Newminster (nascut vers el 1100 a Gargrave, North Yorkshire, Anglaterra; i mort el 7 de juny de 1159 a l'Abadia de Newminster, Morpeth, Northumberland) va ser un sacerdot, abat i sant (no canonitzat) de l'Església Catòlica. La seva festivitat és el 7 de juny.

## Primers anys
Sant Robert va néixer en el districte de Craven, prop de Skipton a North Yorkshire, probablement en la l'aldea de Gargrave. Va estudiar a la Universitat de París, on es diu que va compondre un comentari - ara perdut - dels Salms. Es va ordenar sacerdot, tornant a servir a la seva província de Gargrave, on en va ser el rector. Es va alinear amb l'orde benedictí a Whitby, unint-se a un grup de monjos de l'abadia de Santa Maria de York. Es van establir en el monestir a l'hivern de 1132 en una vall prop de Skeldale, en una terra donada per l'arquebisbe Thurston. Els primers dos anys van ser difícils, i els monjos vivien en l'extrema pobresa. Inicialment van viure en una feble estructura prop del riu Skell. A la província, els monjos van ser coneguts per la seva caritat, austeritat, i dedicació a l'estricta vida benedictina. Eventualment, la seva fama va cridar un nou novici, Hugh, Dean de York, que va deixar la seva riquesa a la comunitat, i això els va permetre viure amb més facilitats. Per la seva gran quantitat de fonts, l'abadia va ser anomenada Abadia de Fountains. Sant Robert és descrit com un home devot, pietós i just en les seves decisions.

## Cistercenc i abat
Sant Robert va rebre el permís per a fundar un monestir cistercenc a Fountains. El 1138, va establir la primera colònia als afores de Fountains i va establir l'abadia de Newminster prop del castell de Ralph de Merlay, a Morpeth (Northumberland). Durant el seu mandat a l'abadia, tres colònies de monjos van ser enviades a fundar nous monestirs. Aquests es van establir en Pipewell (1143), Roche (1147), i Sawley (1148).

## Controvèrsia i visita de Sant Bernat
La vida de Capgrave explica l'acusació que va rebre Sant Robert per part d'un dels seus monjos. Aquest, gelós del sant, va acusar Robert de tenir interès per una dona del poble, així que va haver d'anar a l'estranger (1147-1148), per defensar-se davant de Sant Bernat de Claravall. Sant Bernat no dubtà de la innocència de Robert, ja que havia rebut un senyal celestial anunciant la seva conducta virtuosa. Ambdós es van convertir en amics, i Sant Bernat li va donar el seu cinturó de Sant Robert, que era considerat miraculós. Es diu que molts malalts s'havien recuperat amb només tocar-lo, i es troba actualment a Newminster. També es diu que va ser company de l'eremita Sant Godric. En la nit que Robert va morir, Sant Godric explica que va tenir una visió de l'ànima de Robert, com en una bola de foc, que era alçat per uns àngels cap a les portes del cel.

## Localització de les relíquies i miracles associats a Sant Robert
Les relíquies de Sant Robert són a l'església de Newminster, i s'han certificat nombrosos miracles en la seva tomba. En primera instància, un monjo va afirmar que un monjo va caure d'una escala sense sofrir danys mentre s'estava construint l'església. La seva tomba va esdevenir un lloc de peregrinació.